# Enmerkar in gospodar Arate
Enmerkar in gospodar Arate je legendarno sumersko besedilo, napisano v novosumerskem obdobju (okoli 21. stoletje pr. n. št.) in ohranjeno na zgodnjih posumerskih prepisih. Besedilo spada v niz besedil, ki opisujejo konflikte med Enmerkarjem, kraljem Unug-Kulabe (Uruk), in neimenovanim kraljem Arate, ki se je nahajala verjetno nekje v sedanjem Iranu ali Armeniji.
Ker zgodba govori o zmedi jezikov in omenja Enmerkarjevo gradnjo templjev v Eriduju in Uruku, se že od časa Samuela Kramerja primerja z zgodbo o Babilonskem stolpu iz Prve Mojzesove knjige (1 Mz 11,1-9).

## Povzetek
Na začetku besedila je opis ozadja dogodkov:
"V tistih dneh, ko je bila usoda zapečatena, so se veliki knezi namenili, da E-ana v Unug Kulabi visoko dvigne svojo glavo. Blagostanje zaradi velike količine krapov in pa dežja, ki je omogočal bogato žetev ječmena, je v mestu samo raslo. E-ana v Unug Kulabi je bila zgrajena še pred osvojitvijo dežele Dilmun".
E-ana (dobesedno Anova hiša ali Anov tempelj) je bil tempelj v Uruku, zgrajen v čast boginji Inani, gospodarici vseh dežel. Podobno se je tudi gospodar Arate okronal v imenu Inane, vendar pa boginja s tem ni bila tako zadovoljna kot z opečnatim templjem v Uruku.
Enmerkar, ki si ga je  v svojem svetem srcu izbrala Inana iz sijajne gore, je prosil boginjo za dovoljenje, da si podjarmi Arato in njeno ljudstvo prisili k plačevanju davka v obliki dragih kovin in dragih kamnov, da bi zgradil veličastnen Enkijev tempelj v Eriduju in polepšal njeno (Inanino) E-ano v Uruku. Inana je svetovala Enmerkarju, naj odpošlje preko gora Suze in Anšana h gospodarju Arate odposlanca in od njega zahteva uklonitev in plačevanje davka. Enmerkar se je strinjal in poslal odposlanca z grožnjo, da bo uničil Arato in pregnal njene prebivalce, če mu ne bodo poslali davka. Poleg tega mu je predočil še Nudimudov urok – molitveno prošnjo k Enkiju, da bi obnovil (v nekaterih prevodih ukinil) jezikovno enotnost dežel, imenovanih Šubur, Hamazi, Sumer, Uri-ki (v okolici Akada) in Martu:
"Tistega dne, ko ne bo več nobene kače, ko ne bo več nobenega škorpijona, ko ne bo več nobene hijene, ko ne bo več nobenega leva, ko ne bo več ne psa ne volka, ko tako ne bo več ne strahu ne trepetanja, bo človek brez tekmeca! V tistem času bodo lahko Šubur in Hamazi, večjezični deželi, in Sumer, velika gora veličastnih božjih uredb, in Akad, dežela, ki ima vse, kot se spodobi, in Martu, ki uživa varnost – ves svet, dobro zavarovani ljudje – vsi skupaj molili k bogu Enlilu v enem samem jeziku! Kajti takrat bo povzpetniškim gospodom, povzpetniškim knezom, povzpetniškim kraljem Enki, bogat gospodar suverenih odločitev, pameten gospodar, ki je poznavalec dežele, odličnik med bogovi s prirojeno modrostjo, gospodar Eriduja, spremenil vse jezike, kolikor jih obstaja, tako da bo govor človeštva resnično samo eden".
Odposlanec je odšel v Arato, prebral kralju sporočilo in ga prosil za odgovor, da ga bo prenesel Enmerkarju, ki se v poslanici naziva kot potomec njega z lesketajočo brado, ki ga je rodila njegova krepka krava na gori sijajnih božjih odredb, ki ga je vzredila aratska zemlja, ki je sesal mleko lepe krave, ki je primeren za vladarja v Kulabi. Kralj Arate mu je odgovoril, da podreditev Uruku ne pride v poštev, saj je Inana izbrala njega za ta položaj in mu dala oblast. Odposlanec je nato pojasnil, da so Inano v Uruku imenovali za kraljico in je Enmerkarju celo obljubila, da se mu bo Arata poklonila. Raztogoten zaradi te izjave je gospodar Arate končno odgovoril, da je več kot pripravljen na vojaški spopad z Urukom, za katerega meni, da se po moči ne more kosati z njim. Kljub temu je bil pripravljen pristati na zahteve, pod enim pogojem – da mu Enmerkar pošlje ogromno količino ječmenovega zrnja in da ga Inana prepriča, da je zavrnila Arato in da je sedaj naklonjena Uruku. Odposlanec se je nato z odgovorom vrnil k Enmerkarju, ki je naslednji dan v Arato po odposlancu dejansko poslal ječmen, skupaj z zahtevo po še več dragih kamnih.
Gospodar Arate je v občutku ponosa zahtevo zavrnil in namesto tega zahteval od Enmerkarja, naj mu sam da drage kamne. Enmenkar je nato porabil deset let, da so mu izdelali bogato okrašeno vladarsko žezlo, ki ga je nato po odposlancu poslal v Arato. Gospodar Arate se je sedaj prestrašil, saj je spoznal, da ga je Inana resnično zavrnila, zato je rajši predlagal, da se prvaka obeh mest spopadeta mož na moža, s čimer bosta dokončno rešila medsebojni diplomatski spor. Enmerkar je sprejel njegov izziv, vendar je dodatno zahteval od prebivalcev Arate, da mu dajo izdaten prispevek za templja v Uruku in Eriduju, sicer bo Arato uničil in pregnal njene prebivalce. Hkrati je na olajšanje odposlanca, ki ni več uspel slediti vsej korespondenci, prišel na zamisel in začel sporočila pisati na tablice. Odposlanec je ponovno preko sedmih gora odnesel tablice kralju Arate. Ko pa je bil slednji na tem, da jih prebere, je bog neurja Iškur poslal obilen dež, da sta pognali divja pšenica in čičerika, ki so ju nato prinesli kralju. Ko je kralj to videl, je razglasil, da Inana sploh ni zavrnila Arate in se proglasil za zmagovalca.
Preostanek besedila ima veliko lakun (vrzeli neohranjenih delov), zaradi česar je nadaljevanje dogodkov nejasno. Domneva se, da je v sporu zmagal Enmenkar in da ga je Inana ustoličila na Aratinem prestolu, prebivalci Arate pa da so plačevali davek za gradnjo obeh templjev.
Kakor je videti, se zgodba o Enmerkarju in gospodarju Arate nadaljuje v epu Enmerkar in En-suhgir-ana.